# غياث الدين محمود
غياث الدين محمود (بالفارسية: غیاث الدین محمود) ، كان سلطان الدولة الغورية من 1206 إلى 1212. كان ابن أخ وخليفة معز الدين محمد.

## الصعود إلى السلطة
غياث هو ابن غياث الدين محمد شقيق معز الدين محمد. عندما اغتيل معز الدين محمد عام 1206 في الهند، سقطت الدولة الغورية في حرب أهلية. دعم الغلمان الأتراك غياث، بينما دعم الجنود الإيرانيون المحلييون بهاء الدين سام الثاني. إلا أن بهاء الدين سام الثاني توفي بعد أيام قليلة، الأمر الذي جعل الجنود الإيرانيين يدعمون نجليه جلال الدين علي وعلاء الدين محمد. في هذه الأثناء، كانت فيروزكوه تحت سيطرة الأمير الغوري ضياء الدين محمد. ومع ذلك، تمكن غياث من إلحاق الهزيمة بهم جميعًا وتوج نفسه سلطانًا لدولة الغورية. ومع ذلك، تمكن جلال الدين من الاستيلاء على غزنة، وجعل شقيقه حاكمًا للمدينة.

## عهده
نجح القائد التركي تاج الدين يلدز في الاستيلاء على غزنة من أبناء بهاء الدين سام الثاني، لكنه سرعان ما اعترف بسلطة غياث. غياث، الذي لم يكن سعيدًا لسيطرة تاج الدين على غزنة، ولم يجرؤ على ترك الغور دون حماية، طلب المساعدة من محمد خوارزم شاه الثاني. لكن محمد، بدلاً من ذلك، غزا مناطق غياث الدين، واستولى على بلخ وترمذ. لحسن حظ غياث، تم القبض على محمد من قبل الدولة القراخطائية. حسين بن خرميل، وهو قائد غوري سابق، غير ولاءه للخوارزميين، وسرعان ما دخل في مفاوضات مع غياث. ومع ذلك، لم تثمر المفاوضات عن شيء، وأرسل غياث جيشًا ضد حسين، ولكن هُزم.
بعد ثلاثة عشر شهرًا، حُرر محمد من الأسر، وغزا مرة أخرى مناطق غياث، واستولى على هرات. ثم غزا محمد معقل الغوريين في الغور، وأسر غياث. وافق غياث بعد ذلك على الاعتراف بسلطة محمد، وظل حاكماً على سلالة الغوريين حتى اغتيل عام 1212. وخلفه ابنه بهاء الدين سام الثالث.